# Uncharted Waters 2: New Horizons
Uncharted Waters 2: New Horizons — компьютерная ролевая игра, разработанная Koei Co., Ltd. Выпущены версии игры для приставок Sega Mega Drive, Genesis, PlayStation, SNES, Wii и операционной системы DOS. В 2007 году Koei Co., Ltd представила версию игры для мобильных устройств
. В Японии известна под названием Daikoukai Jidai II en:Uncharted Waters#Mobile Uncharted Waters II.

## Сюжет
1522 год. Эпоха Открытий. Тогда флотилии властвовали над семью морями, безжалостные пираты грабили торговые корабли и искали спрятанные сокровища, а ученые утверждали, что Земля — круглая. Шесть отважных путешественников со всего мира начинают свой путь. За время своих приключений в отдаленных уголках нашего мира, каждый из них станет самим собой  — обретет свой путь, множество друзей, опыт и мудрость.
Вам предлагается представить себя в роли молодого мореплавателя и проплыть по всем четырём сторонам света. Масса приключений за морями и океанами ожидают Вас. Каждому персонажу, которым Вы будете играть, предстоит встретиться с другими героями игры во время невероятных приключений.
Во время игры, игроку дается возможность посетить земли Санто-Доминго, исследовать полярные области — Арктику и Антарктику, найти Атлантиду, получить славу Колумба, отправившись на запад. Приключения героев включают в себя также разгром Испанской Армады и других военных флотилий.

## Достоинства
- Исторически довольно точное событийное и географическое исполнение игры.
- Проработанный и интересный сюжет (6 сюжетных линий). Прокачка персонажей ненавязчивая.
- Игра не ограничивается темой пиратства, либо торговли. Сюжетные линии и цели персонажей имеют существенные различия: торговля, пиратство, военный долг, географическое исследование, авантюризм.
- Игровой процесс разнообразен и детально проработан — это и управление флотом во время плавания, набор команды, организация питания команды, пошаговый режим морского боя, режим дуэли и многое другое.
- Большое количество кораблей, которые имеют реальное историческое существование.
- Динамичный игровой мир - все флотилии NPC (неуправляемые игроком, их около 100) независимо от игрока постоянно перемещаются, заезжают в порты, перекупают города, меняют экономику и цены, исследуют берега, нападают друг на друга.

## Игровой процесс
Действие игры начинается 17 мая 1522 года, фактически в момент совершения первого кругосветного путешествия Магеллана.
Выбору представлены 6 персонажей:
- Joao Franco (Жуан Франку), 18 лет - португальский герцог, сын герцога Леона Франку, которому предстоит раскрыть тайну исчезновения своего отца, отправившегося на поиски Атлантиды;
- Catalina Erantzo (Каталина Эранцо) - рыжеволосая пиратка родом из Испании, которая мечтает отомстить за своего брата и жениха, погибших от рук португальской флотилии;
- Otto Baynes (Отто Бэйнс) - английский военнослужащий, стоящий на службе лично у короля Генриха VIII и выполняющий тайную миссию разгрома Испанской Армады;
- Ernst von Bohr (Эрнст Ван Бор) - голландский картограф, нанятый другом картографом Меркатором для исследования дальних земель и составления наиболее полной карты мира;
- Pietro Conti (Пьетро Конти) - итальянский путешественник, получивший в наследство от своей семьи огромный долг и жаждущий прославиться и разбогатеть, благодаря невероятным открытиям;
- Ali Vezas (Али Везас) - турецкий торговец, решивший начать предпринимательскую деятельность, едва сводя концы с концами.

Персонажи имеют свои совершенно разные сюжетные линии, которые очень хитро переплетены и заставляют всех персонажей рано или поздно пересечься. Сюжетная линия неявная, иногда внезапно обрывающаяся (например, когда персонаж не достиг нужного уровня в мореплавании). Игровой мир охватывает побережья по всему земному шару, доступно 100 городов, 26 портов поддержки (Supply port) и 99 деревень (Village) во всех уголках мира.
Весь мир поделен на регионы:
- Northern Europe; города: Danzig, Lubeck, Stockholm, Oslo, Hamburg, Copengagen, Amsterdam, Antwerp, Dublin, Bristol, London, Nantes, Bordeaux, Bergen, Riga.
- Iberia; города: Seville, Lisbon, Valencia, Barcelona.
- The Mediterranian; города: Nicosia, Salonika, Athens, Candia, Ragusa, Venice, Palma, Syracuse, Naples, Pisa, Genoa, Marseille.
- Ottoman Empire; города: Alexandria, Jaffa, Beirut, Istanbul, Azov, Trebizond, Kaffa.
- North Africa; города: Ceuta, Tripoli, Tunis, Algiers.
- West Africa; города: Abijan, Timbuktu, Bathurst, Argin, Luanda, Bissau, San Jorge, Santa Cruz, Madeira.
- East Africa; города: Quelimane, Mozambique, Mombasa, Mogadishu, Malindi, Sofala.
- Middle East; города: Massawa, Muscat, Shiraz, Quatar, Mecca, Basra, Cairo, Hormuz, Aden.
- India; города: Calicut, Goa, Ceylon, Cochin, Diu.
- Southeast Asia; города: Malacca, Bankao, Sunda, Pasei, Dili, Banda, Ternate, Amboa.
- Far East; города: Nagasaki, Sakai, Changan, Hanoi, Macao, Zeiton.
- Central America; города: Santiago, Jamaica, Santo Domingo, Havana, Porto Velho, Veracruz, Guatemala, Panama.
- South America; города: Cayenne, Maracaibo, Rio de Janeiro, Pernambuco, Margarita, Cartagena, Caracas.

Визуальных типов городов шесть (европейского, африкано-азиатского, американского, индийского, китайского и японского типа), но каждый город отличается уникальностью своей застройки. Разработчики уделили должное внимание названиям городов, которые вполне соответствуют своему времени.
В состав города могут входить:
- Harbor (Гавань): позволяет выплыть из города (Sail), загрузить припасы (еду, воду, древесину, порох) на корабль (Load/Unload), а также отправить неиспользуемые корабли на стоянку (Moor);
- Market (Рынок): позволяет купить и продать товары (Buy/Sell Goods), узнать расценки в данном порту (Market Rate), а также инвестировать в развитие города (Invest), что может привести к смене его государственной принадлежности. В игре 46 наименований товаров. Система торговли хорошо продумана, цены динамичны и меняются по мере ввоза/вывоза товаров (это может делать не только игрок, но и NPC). В некоторых городах есть особые специализации, которые дают гарантию низкой и практически неизменной цены;
- Cafe (Кафе): здесь можно набрать команду (Recruit Crew) на корабль, нанять капитанов (Hire), познакомиться с официантками (Waitress), послушать сплетни и иногда полезную информацию. Сговорчивость всех людей здесь сильно зависит от угощения (Treat), дарения подарков (Give Gift). Кроме того, в кафе продвигается большая часть квестов. В качестве дополнительного развлечения есть игра в Блек-джек (Gamble);
- Guild (Гильдия): здесь можно получить работу, например доставка письма (Deliver Letter), покупка/перевозка товара (Buy/Transport Goods), сбор долгов (Collect Debt), разборка с пиратами (Defeat Pirates). Также здесь продают информацию о местонахождении портов и их политической принадлежности;
- Shipyard (Верфь): здесь можно купить новый или подержанный корабль (New/Used Ship), починить или продать старый (Repair/Sell), апгрейдить или перестроить корабль (Remodel), а также инвестировать (Invest) в строительство, что может привести к появлению в продаже новых кораблей;
- Item Shop (Магазин): позволяет купить/продать (Buy/Sell) оружие, доспехи, полезные вещи (например сок лайма от цинги в длительном путешествии, кошку от крыс на корабле, секстант для определения координат) и бесполезные вещи (наручные часы, украшения для официанток, драгоценности). С двух до трёх ночи в некоторых портах могут продавать необычные вещи, вроде уникальных мечей и брони;
- Marco Polo Bank (Банк Марко Поло): как и полагается, предлагает сделать вклад (Deposit) под 3% в месяц, а также взять в долг (Borrow) под 10% в месяц;
- Lodge (Гостиница): здесь можно скоротать время (Check In), нанять капитанов (Hire) и узнать информацию о некоторых портах. Также иногда является местом продвижения квестов;
- Cartographer (Картограф): здесь можно заключить контракт (Contract) с картографом на продажу (Report) картографических данных (чем больше территории открыто, тем больше заплатят), а также улучшить свои навыки (Learn);
- Collector (Коллекционер): может купить информацию об открытиях (Report), а также указать координаты одной из деревень (Rumor). Контракт можно заключать только с одним картографом и одним коллекционером, платят все по-разному;
- Fortuneteller (Гадалка): за деньги скажет, что ждёт в будущем. Иногда помогает найти нить сюжета;
- Round Earth Society (Общество Круглой Земли): здесь можно учиться (Study) и жертвовать деньги в образование (Donate). По факту эти действия бесполезны, за исключением появления в городе более дельных слухов, например, образованные жители однажды заговорят о "чёрном рынке";
- Palace (Дворец): здесь можно встретиться с королём/губернатором, приобрести разрешение на каперство (Letter of Marque) - легальное нападение на чужие флоты, разрешение на беспошлинную торговлю (Tax Free Permit) - товары не буду облагаться налогами, а также присягнуть на верность другой стране (Defect) или попросить материальную помощь (Gold/Ship).

В состав порта поддержки (Supply Port) входит только гавань (Harbor).
Доступность деревень (Village) определяется случайным образом. В любой доступной деревне можно сделать какое-либо открытие или увидеть чудо света (Нубийские пирамиды, Розеттский камень, Северное сияние, Моаи, Матамата и т. п.). Когда поиски (Search) безуспешны, необходимо стимулировать жителей деревни продовольствием с корабля и повторить поиски. Кроме того, в деревнях можно разжиться едой путём нападения на деревню (при этом можно потерять часть команды).
Причаливать можно к любому берегу. Это полезно, когда начинается шторм и его нужно переждать (Wait), для починки кораблей (Repair). На замерзших территориях или возле крупных пресноводных морей и рек также можно найти пресную воду.
Все города и порты имеют определённую государственную принадлежность (Capital of (Столица), Allied with (Союзничает с), Neutral (нейтральный)), которая может быть изменена в ходе игрового процесса (кроме столиц).
- Portuguese (португальский), принадлежит Португалии (Portugal), столица Лиссабон (Lisbon), правитель - король Мануэль I (Manuel I).
- Spanish (испанский), принадлежит Испании (Spain), столица Севилья (Seville).
- Turkish (турецкий), принадлежит Османской Империи (Ottoman Empire), столица Стамбул (Istanbul), правитель - султан Сулейман II (Suleiman II).
- English (английский), принадлежит Англии (England), столица Лондон (London), правитель - король Генрих VIII (Henry VIII);
- Italian (итальянский), принадлежит Италии (Italy), столица Генуя (Genoa), правитель Карлос I (Carlos I);
- Dutch (голландский), принадлежит Голландии (Holland), столица Амстердам (Amsterdam), правитель - Генерал-Губернатор (Governor General);
- Neutral (нейтральный), не принадлежит государствам.

Каждый флот плавает под определённым флагом, в том числе пираты, которые имеют лишь видимую государственную принадлежность.
Корабельные бои и дуэль сделаны пошагово. Во флот можно набирать до 10 кораблей (для этого нужно нанять капитанов, обычно в Cafe и Lodge). В ходе боя им можно раздавать приказы (доплыть, уплыть, развернуться, обстрелять, абордаж). При сближении с вражеским флагманом можно вызвать капитана на дуэль, при успешном исходе которой весь вражеский флот переходит в распоряжение игрока.